# Ad Ploeg
Adrianus (Ad) Ploeg (Breda, 17 april 1927 – Arnhem, 5 juli 1994) was een Nederlands politicus.

## Biografie
Na het behalen van het diploma hbs-b volgde Ploeg de officiersopleiding aan de School voor Reserve-Officieren Infanterie en vervulde van 1949 tot 1962 verschillende officiersfuncties bij de krijgsmacht, onder andere in Indonesië en als vrijwilliger in Korea. Van 1962 tot 1964 volgde hij de opleiding aan de Hogere Krijgsschool. Van 1966 tot 1972 was hij achtereenvolgens docent aan de Hogere Krijgsschool en Hoofd opleidingen van de eerste Divisie.
Hij startte zijn politieke carrière bij de VVD in 1970 als lid van de gemeenteraad van Arnhem. In 1972 kwam hij voor de VVD in de Tweede Kamer der Staten-Generaal, waar hij als defensie-woordvoerder een vurig verdediger van de NAVO en voorstander van een krachtige defensie was, die weinig op had met vredesactivisten. Mogelijk daarom mocht hij noch in 1977, noch in 1982 staatssecretaris van Defensie worden. Zijn benoeming tot staatssecretaris van Landbouw, met als taak onder meer dierenwelzijn en visserij in het eerste kabinet-Lubbers (1982-1986) werd dan ook door velen als troostprijs gezien. Van 1986 tot 1989 was Ploeg opnieuw lid van de Tweede Kamer.
Ad Ploeg woonde in Arnhem, was getrouwd en vader van drie kinderen. Hij overleed in 1994 op 67-jarige leeftijd en is begraven op Moscowa in Arnhem.
- Biografisch Portaal: 52427169
- International Standard Name Identifier: 0000 0003 9413 3746
- Nederlandse Thesaurus van Auteursnamen: 336386303
- Parlement.com: vg09llf62iy0
- Virtual International Authority File: 288592244